# Generalforsamling
En generalforsamling er den øverste myndighed i foreninger, virksomheder, selskaber og organisationer. 
På den ordinære generalforsamling, der afholdes årligt, fremlægges og godkendes regnskabet for det forgangne år, ligesom der oftest vælges medlemmer til bestyrelsen, som er det øverste organ mellem generalforsamlingerne. Det er på generalforsamlingen, at medlemmerne eller aktionærerne får lejlighed til at stille spørgsmål til foreningens, virksomhedens, selskabets eller organisationens ledelse om dennes dispositioner i det forgangne år. Det er desuden på generalforsamlingen, at der fremlægges planer og træffes beslutninger og lægges budget for det kommende år. Der kan desuden afholdes en ekstraordinær generalforsamling, såfremt visse betingelser er opfyldt – som regel kræver det et flertal i enten bestyrelsen eller blandt medlemmerne/aktionærerne.
| Jura | Spire Denne juraartikel er en spire som bør udbygges. Du er velkommen til at hjælpe Wikipedia ved at udvide den. |